# Бог-Імператор Дюни
«Бог-Імператор Дюни» (англ. God Emperor of Dune) — науково-фантастичний роман Френка Герберта 1981 року, продовження роману «Діти Дюни».
Сюжет подається як погляд на минулі події через записи Лето II. Планета Арракіс внаслідок озеленення втратила пустелі, а з ними і піщаних червів. На 3500 років Лето, сам перетворившись на напів-черва, стає єдиним джерелом «прянощі», вся імперія залежить від нього — Бога-Імператора. Він встановлює лад без воєн, але також без розвитку та свободи. Жінка Сіона, наближена до Бога-Імператора, готує проти нього змову за участю клона його вчителя Дункана. Проте змовники не здогадуються, що діють за планом, підготованим ще задовго до їх появи на світ.

## Сюжет
Дослідниця Хаді Бенотто доповідає про знахідку літописів Лето II, Бога-Імператора, що 3500 років правив усім відомим всесвітом з планети Ракіс — колишнього Арракіса.
Із записів стає відомо, що тераформування Арракіса зробило планету зеленою, знищивши природне середовище життя піщаних червів. Лето II, злившись із піщаною фореллю, продовжив трансформуватися і за три тисячоліття сам перетворився на піщаного черва з людським обличчям і руками. Пустелі збереглися тільки навколо його палацу, в околицях якого проживають «музейні фримени», котрі лише наслідують спосіб життя своїх предків задля збереження їх культури. Лето продовжив вести людство Золотим Шляхом, ставши єдиним джерелом «прянощі» й таким чином контролюючи космічні польоти. Під його контролем настав Мир Лето — війни припинилися, як і розвиток технологій, навіть ментатів деспот заборонив, але в той же час більше не існує голоду. Та тепер Бог-Імператор готується до завершення своєї місії, він замислює підлаштувати свою загибель, аби спонукати людство до розселення всесвітом, появи нових культур і технологій. Шляхом багатовікової селекції Лето створив жінку Сіону, єдину людину, дії котрої він не може передбачити. Сіона ненавидить його і регулярно краде копії його записів, не знаючи, що Бог-Імператор зумисне це дозволяє. Він сподівається, що саме Сіона організує змову, в ході якої Бога-Імператора буде вбито і почнеться наступний етап Золотого Шляху.
Упродовж всього свого правління Лето доручає тлейлаксу клонувати власного вчителя Дункана Айдаго, котрому незмінно доручає командувати своєю жіночою вартою Рибомовок. Знаючи, що невдовзі буде прислано нового гхолу (клона), поточний Дункан прагне вбити Бога-Імператора. Він намагається вистрілити в голову з лазеростріла, але Лето вдається вбити його. Тоді Сіона вербує командирку Рибомовок Нейлу та шпигуна Топрі для вбивства монарха. Переглядаючи викрадені в нього записи, Сіона знаходить там висушену квітку, закладену на пам'ять про його сестру Ганіму. З цього Сіона робить висновок, що Бога-Імператора можна вбити, скориставшись його почуттями. Сіона зустрічається з представником іксіанів Кобатом, якому доручає розшифрувати викрадені записи. Вона зауважує, що Лето імовірно користується комп'ютерами, які досі суворо заборонені. Сам правитель вважає, що майбутнє за свідомим використанням машин поряд із можливостями тіла, бо машини «збільшують кількість речей, які ми робимо не задумуючись».
Новий гхола Дункана заново відкриває для себе світ, у якому йому належить прожити на службі в Бога-Імператора. Він з подивом довідується як змінився Арракіс, що Лето, якого він пам'ятав іще хлопчиком, тепер безсмертний правитель, що ментати заборонені, а фримени сталим радше акторами. Дункан зустрічається з Богом-Імператором і приймає свої обов'язки, та Лето розуміє, що цей гхола буде бунтівнішим за попереднього. Він знайомить Дункана зі своїм помічником Монео, батьком Сіони, та розповідає Монео про свій задум знову перетворити Ракіс на пустелю. Тоді там знову зможуть жити піщані черви, а виживуть лише найвитриваліші люди.
На Ракіс прибуває Превелебна Матір Терцій Ейлін Антеак з посолкою іксіанів Хві Норі. Хві спроєктовано так, аби Бог-Імператор закохався в неї. Він визнає, що при всій своєї могутності дуже самотній, розкриває Хві своє бачення Золотого Шляху та вирішує одружитися з нею, передбачаючи, що скоро загине. Тлейлаксу влаштовують теракт під час фестивалю в столиці за участю кількох сотень підісланих лицеплясів. Прагнучи врятувати Хві, Лето кидається через головну площу, вбиваючи на шляху невинних людей. Лицеплясів убивають Рибомовки, а вцілілих захоплюють. Дункан вбачає у весіллі Лето загрозу, що задурманює правителя, тому намагається завадити церемонії. Він приєднується до Сіони, котра намагається вивідати деталі весілля. Спершу вони не ладнають, знаючи про план правителя схрестити їх, але думка про лиха, які спричинить подальший застій імперії, об'єднує їх.
Лето влаштовує Сіоні випробування, взявши її з собою в пустелю. Вона одягає фрименський костюм, але нехтує безпекою, тому втрачає запас води. Лето виділяє для неї воду із власного тіла, збагачену «прянощами». Це відкриває Сіоні видіння Золотого Шляху, вона розуміє призначення нинішнього становища імперії, проте й надалі вважає його злом. Коли над пустелею дощить, Сіона зауважує, що чиста вода згубна для Бога-Імператора. Вона розробляє план скинути його з мосту в річку під час весільної процесії. Лето здогадується, що Сіона викрила його слабке місце, але приймає свою скору загибель як необхідну частину Золотого Шляху. За змовою Сіони, Дункан і Нейла готують пастку на шляху Лето від свого палацу до селища фрименів. Сам Лето наказує Нейлі виконувати накази Сіони, якими б вони не були. Монео не уявляє, як можлива імперія без Бога-Імператора, та безуспішно намагається їм перешкодити.
Під час процесії постріл Нейли з лазеростріла руйнує міст, Хві й Монео гинуть, Лето падає в річку, де повільно розкладається під дією води. Піщана форель з його тіла звільняється, почавши поглинати воду, що призведе до опустелення планети. Дункан застрелює Нейлу за допущення зайвих смертей і приймає командування Рибомовками, а Сіона вирішує розпорядитися величезними запасами «прянощів», залишеними Богом-Імператором.
Закінчується роман звітом Хаді Бенотто з проханням опублікувати знайдені літописи, бо вони спонукають переглянути багато міфів про минуле. Вона повідомляє, що нащадки Сіони й Дункана, Меншість, успадкували їхню невидимість для ясновидіння. Тому, в разі відмови в публікації, вони покинуть відомий всесвіт і ніхто їх більше не знайде, а люди знову опиняться під загрозою стати частиною чийогось плану.

## Переклади українською
- Френк Герберт. Бог-Імператор Дюни. — Харків: КСД, 2020. — 512 стор. Переклад з англійської: Наталія Михаловська